# TGV inOui
TGV inOui és el nom d'un servei de TGV presentat per la SNCF el 27 de maig de 2017 per a determinats serveis prestats per trens d'alta velocitat. Té com a objectiu substituir tots els TGV "clàssics", a més de la marca Ouigo (servei de baix cost).
En 2017, els TGV inOui foren provats a la línia París – Bordeus – Tolosa.
En setembre de 2018, la marca TGV inOui fou oficialment presentada. Té l'objectiu de substituir els actuals TGV per "més comoditat, serveis i connectivitat". El desembre de 2018, aquests TGV van viatjar a Lilla, Marsella i Niça des de París, per estendre’s posteriorment per tota la xarxa. En 2020 el parc del material rodant va comptar amb 280 trens.
La identitat visual és un ambigrama, llegible des del costat dret de cap per avall mitjançant una simetria central de 180 graus.
Els servies inOui poden incloure Wi-Fi (la marca inOui substitueix el servei "TGV Connect"), la restauració al tren, amb comanda en línia, una consergeria digital mitjançant un chat bot anomenat Anatole, el canvi automàtic de bitllets en cas d'arribada anticipada a l'estació, gràcies a la geolocalització. Aquests serveis han permès a la SNCF obtenir punts en les enquestes de satisfacció quan es van fer proves a la línia París - Lió.